# فهرست جغرافی‌دانان

## جغرافی‌دانان مسلمان
این فهرست جغرافی‌دانان نامی مسلمان می‌باشد. فهرست به ترتیب زمان تولد اولویت‌بندی گشته است:
| نام                    | تولد-مرگ     | کشور   | آثار و اکتشافات                                                          |
| ---------------------- | ------------ | ------ | ------------------------------------------------------------------------ |
| ابن کاظم زند           | ۲۷۲–۲۰۵ ه‍.ق   | ایران  | کتاب «المسالک و الممالک»                                                 |
| ابوزید بلخی            | ۳۲۲–۲۳۶ ه‍.ق   | ایران  | کتاب «البدء و التاریخ»                                                   |
| ابن واضح               | قرن دوم ه‍.ق   | عراق   | کتاب «البلدان»                                                           |
| علی بن حسین مسعودی     | ۳۴۶–۲۸۰ ه‍.ق   | عراق   | جهانگرد آفریقا از مصر تا ماداگاسکار و آسیا تا چین                        |
| مطهر بن طاهر مقدسی     | قرن سوم ه‍.ق   | فلسطین | جهانگرد از کرانه هند تا اندلس-کتاب «البدء و التاریخ»                     |
| محمد بن احمد مقدسی     | ۳۹۰–۳۳۴ ه‍.ق   | فلسطین | کتاب «احسن التقاسیم»                                                     |
| ابوریحان بیرونی        | ۴۴۰–۳۶۲ ه‍.ق   | ایران  | کتاب‌های «تحقیق ماللهند» و «آثار الباقیه عن القرون الخالیه»               |
| ابن فقیه همدانی        | قرن سوم ه‍.ق   | ایران  | کتاب «المسالک و الممالک»                                                 |
| بلاذری                 | قرن سوم ه‍.ق   | عراق   | کتاب «فتوح البلدان»                                                      |
| محمد بن احمد جیهانی    | قرن سوم ه‍.ق   | ایران  | کتاب «المسالک و الممالک»                                                 |
| احمد بن طیب سرخسی      | قرن سوم ه‍.ق   | ایران  | کتاب «المسالک و الممالک»                                                 |
| ابوحنیفه دینوری        | قرن سوم ه‍.ق   | ایران  | کتاب «البلدان»                                                           |
| ناصر خسرو قبادیانی     | ۴۸۱–۳۹۴ ه‍.ق   | ایران  | جهانگرد آسیا و آفریقا-کتاب «سفرنامه»                                     |
| ابراهیم بن محمد استخری | قرن چهارم ه‍.ق | ایران  | کتاب «الاقالیم» و «المسالک و الممالک»                                    |
| محمود زمخشری           | ۵۳۷–۴۶۷ ه‍.ق   | ایران  | کتاب «الامکنه و الجبال و المیاء»                                         |
| حاجی خلیفه             | ۴۸۸–۴۳۸ ه‍.ق   | ترک    | کتاب «جهان‌نما»                                                           |
| شریف ادریسی            | ۵۴۸–۴۹۳ ه‍.ق   | مراکش  | کتاب «نزهة المشتاق فی اختراق الافاق»                                     |
| ابن حوقل               | قرن چهارم ه‍.ق | عراق   | کتاب «المسالک و الممالک»                                                 |
| ابوالفضل احمد میدانی   | قرن پنجم ه‍.ق  | ایران  | کتاب «السامی فی الاسامی»                                                 |
| شهاب الدین یاقوت حموی  | ۶۲۴–۵۷۴ ه‍.ق   | یونان  | کتاب «معجم البلدان»                                                      |
| ابن بلخی               | قرن پنجم ه‍.ق  | ایران  | کتاب «فارسنامه»                                                          |
| عمادالدین زکریا قزوینی | ۶۸۲–۶۰۰ ه‍.ق   | ایران  | کتاب «آثار البلاد و اخبار العباد» و «عجایب المخلوقات»                    |
| ابن سعید مغربی         | ۶۷۳–۶۱۰ ه‍.ق   | اندلس  | کتاب «المغرب فی حلی المغرب»                                              |
| حمدالله مستوفی         | ۷۵۰–۶۸۰ ه‍.ق   | ایران  | کتاب «نزهة القلوب»                                                       |
| ابو الفداء             | ۷۳۲–۶۷۲ ه‍.ق   | سوریه  | کتاب «تقویم البلدان»                                                     |
| ابن فضل‌الله عمری       | ۷۴۹–۷۰۰ ه‍.ق   | سوریه  | کتاب «المسالک الابصار فی ممالک الامصار»                                  |
| ابن بطوطه طنجی         | ۷۷۹–۷۰۳ ه‍.ق   | مراکش  | جهانگرد اروپا و آفریقا و آسیا تا چین-کتاب «تحفه النظار فی غرایب الامصار» |
| تقی الدین مقریزی       | ۸۴۵–۷۶۶ ه‍.ق   | لبنان  | کتاب «المواعظ و الاعتبار بذکر الخطط و الاثار»                            |
| ابن ماجد               | قرن نهم      | ایران  | جهانگرد و دریانورد-مخترع قطب‌نمای مغناطیسی و کاشف هند                     |
| محمدحسین پاپلی یزدی    | معاصر        | ایران  | جغرافیدان، محقق و نویسنده                                                |
| مسعود کیهان            | ۱۲۷۲–۱۳۴۵ ه‍.ش | ایران  | جغرافیای مفصل ایران (در سه جلد) و پیدایش فلات ایران                      |
| فرهاد میرزا            | ۱۳۰۵–۱۲۳۳ ه‍.ق | ایران  | کتاب «جام جم در جغرافیا»                                                 |
| حسن اعتماد السلطنه     | ۱۳۶۳–۱۲۶۳ ه‍.ق | ایران  | کتاب‌های «مطلع الشمس» و «مرآ البلدان»                                     |
| عباس اقبال آشتیانی     | ۱۳۲۴–۱۲۷۷ ه‍.ق | ایران  | کتاب‌های «تاریخ اکتشافات جغرافیایی» و «ترکستان در حمله مغول»              |
| محمدحسن گنجی           | ۱۳۹۱–۱۲۹۱ ه‍.ش | ایران  | اطلس اقلیمی ایران. تهران، مؤسسه جغرافیای دانشگاه تهران، ۱۳۴۶             |

## جغرافی‌دانان مسیحی و اروپایی
این فهرست جغرافی‌دانان نامی مسیحی و اروپایی می‌باشد. ترتیب به صورت اولویت در زمان تولد آمده است:
| نام                    | تولد-مرگ               | کشور        | آثار و اکتشافات                                                                          |
| ---------------------- | ---------------------- | ----------- | ---------------------------------------------------------------------------------------- |
| هکاته                  | قرن ششم قبل از میلاد   | یونان       | جغرافی‌دان                                                                                |
| هرودوت                 | قرن چهارم قبل از میلاد | یونان       | کتاب «جغرافیا و تاریخ»                                                                   |
| آریستر خوس             | قرن دوم و سوم ق. م     | یونان       | کتاب «علم جغرافیا»                                                                       |
| بطلمیوس                | قرن دوم ق. م           | یونان       | منجم و جغرافی‌دان-کتاب «آثار البلاد»                                                      |
| پلینی بزرگ             | ۲۳م-۷۹ق. م             | ایتالیا     | جغرافی‌دان و طبیعی‌دان                                                                     |
| اراتوستن               | ۸۵۵–۷۷۲م               | یونان       | کتاب «علم جغرافیا» شامل جغرافیای طبیعی و ریاضی                                           |
| نوفل این یامین         | قرن دوازده             | اسپانیا     | جهانگرد آسیا، آفریقا و اروپا                                                             |
| مارکو پولو             | ۱۳۲۴–۱۲۵۴ م            | ایتالیا     | جهانگرد آسیا تا چین                                                                      |
| کریستف کلمب            | ۱۵۰۶–۱۴۴۱ م            | ایتالیا     | دریانورد و کاشف آمریکا                                                                   |
| امریکو وسپوس           | ۱۵۱۲–۱۴۵۲ م            | ایتالیا     | معاون کریستف کلمب اعلام‌کننده کشف آمریکا                                                  |
| آلبو کرک               | ۱۵۱۵–۱۴۵۳ م            | پرتغال      | دریانورد و کاشف راه هند                                                                  |
| واسکودو گاما           | ۱۵۲۴–۱۴۶۹ م            | پرتغال      | دریانورد و کاشف راه هند                                                                  |
| فرانسیسکو پیزاور       | ۱۵۴۱–۱۴۷۰ م            | اسپانیا     | کاشف پرو                                                                                 |
| بالبوآ                 | ۱۵۱۷–۱۴۷۵ م            | اسپانیا     | دریانورد و کاشف اقیانوس کبیر                                                             |
| فردیناند ماژلان        | ۱۵۲۱–۱۴۸۰ م            | پرتغال      | کاشف تنگه ماژلان                                                                         |
| سباستین کابوت          | ۱۵۵۷–۱۴۶۷ م            | ایتالیا     | کاشف خلیج لاپالاتا                                                                       |
| ژرار مرکاتور           | ۱۵۹۴–۱۵۱۲ م            | فرانسه      | کتاب «اطلس جغرافیای جهان‌نما»                                                             |
| والدزه مولر            | حدود ۱۵۱۸–۱۴۷۰ م       | آلمان       | نقشه‌کش جهان‌نمای نوین-همان فردی که نام امریکو واسپوس را اشتباهی روی قاره آمریکا نهاد.     |
| فرانسیس دریک           | ۱۵۹۶–۱۵۴۵ م            | انگلیس      | نخستین فردی که دنیا را دور زد.                                                           |
| هانری هودسن            | ۱۶۱۱–۱۵۵۰ م            | انگلیس      | کاشف خلیج هودسن                                                                          |
| بارتلمی دیاز           | قرن پانزدهم            | قرن پانزدهم | کاشف دماغه امیدیک                                                                        |
| ویلیام بافن            | ۱۶۲۲–۱۵۴۸ م            | انگلیس      | کاشف راه شمال‌غربی آمریکا                                                                 |
| ویلیام بارنتس          | تولد ۱۵۹۷              | هلند        | کاشف جزیره اشپیتزبرگ                                                                     |
| آبل جانسون تاسمان      | ۱۶۵۹–۱۶۳۰ م            | هلند        | کاشف جزیره تاسمانی ، نیوزلند و تعدادی از جزایر فرندلی                                    |
| ویتس برینگ             | ۱۷۴۱–۱۶۸۰ م            | دانمارک     | کاشف جزایر سن لوران و تنگه برینگ                                                         |
| جیمز کوک               | ۱۷۷۹–۱۷۲۸ م            | انگلیس      | دریانورد و کاشف جزایر-رصد کردن ستاره زهره در جزیره تاهی‌تی                                |
| لویی آنتوان دو بوگنویل | ۱۸۱۱–۱۷۲۹ م            | فرانسه      | کاشف جزایر سلیمان-کتاب «سفرنامه دور دنیا»                                                |
| جیمس بروس              | ۱۷۹۴–۱۷۳۰م             | اسکاتلند    | جهانگرد آفریقا و کاشف سرچشمه نیل آبی                                                     |
| آلکساندر هومبولت       | ۱۸۵۹–۱۷۶۹م             | آلمان       | جهانگرد و بنیان‌گذار جغرافیای فیزیکی و انسانی، اقلیم‌شناسی و اقیانوس‌شناسی                  |
| مونگو پارک             | ۱۸۰۶–۱۷۷۱م             | انگلیس      | کاشف رودخانه و صحرا نیجریه و رود گامبی                                                   |
| مک‌گوکن دواسلان         | ۱۸۷۸–۱۸۰۱م             | فرانسه      | کتاب «جغرافیای منطقه» با کمک رنو و با اقتباس از کتاب البلدان                             |
| تئودور جوین بول        | ۱۸۶۲–۱۸۰۲م             | هلند        | محقق جغرافیای جهان اسلام                                                                 |
| گیلد مایستر            | ۱۸۹۰–۱۸۱۲م             | آلمان       | محقق جهان اسلام-انتشار «احسن التقاسیم» اثر مقدسی و قسمتی از «نزهة المشتاق» ادریسی        |
| دیوید لیوینگستون       | ۱۸۷۳–۱۸۱۳م             | اسکاتلند    | کاشف دریاچه تانگانیکا و آبشار ویکتوریا و رودخانه زامبز و دریاچه نیامی در آفریقا          |
| آلویس اسپرنگر          | ۱۸۹۳–۱۸۱۳م             | اتریش       | جغرافیای قدیم عربستان و راه‌های مسافرت به شرق                                             |
| بارتون                 | ۱۸۹۰–۱۸۲۱م             | انگلیس      | کاشف سرچشمه‌های نیل-کتاب «مناطق دریاچه‌های استوایی آفریقا»                                 |
| باربیه دومینار         | ۱۹۰۸–۱۸۲۷م             | فرانسه      | فرهنگ تاریخی-جغرافیایی و ادبی ایران و اطراف آن                                           |
| آلفرد فون کرمر         | ۱۸۸۹–۱۸۲۸              | اتریش       | متخصص جغرافیا و تاریخ جهان اسلام                                                         |
| آرمینیوس وامبری        | ۱۹۱۳–۱۸۳۲م             | مجارستان    | جهانگرد آسیای مرکزی                                                                      |
| آدلف اریک نوردنسکیلد   | ۱۹۰۱–۱۸۳۳م             | فنلاند      | جهانگرد قطب شمال-کتاب «مطالعه نقشه‌های جغرافیای قدیم»                                     |
| گوستاو دوگا            | ۱۸۹۴–۱۸۳۴م             | فرانسه      | دوره تکمیلی تاریخ و جغرافیای حکومت‌های اسلامی                                             |
| گئورگ شواین فورث       | ۱۹۲۵–۱۸۳۶م             | آلمان       | رئیس انجمن جغرافیایی مصر                                                                 |
| میخاییل دخویه          | ۱۹۰۹–۱۸۳۶م             | هلند        | متخصص کتاب‌های جغرافیایی مسلمانان-کتاب «کتابنامه جغرافیایی اسلامی»                        |
| پرژوالسکی              | ۱۸۸۸–۱۸۳۹م             | روسیه       | کاشف دریاچه کوکونور و لب‌نور و دره بالای رود گنگ و یانگ تسه کیانگ در چین                  |
| هانری دوویریه          | ۱۸۹۲–۱۸۴۰م             | فرانسه      | جهانگرد صحرای بزرگ آفریقا                                                                |
| هنری مورتون            | ۱۹۰۴–۱۸۴۱م             | انگلیس      | جهانگرد آفریقا                                                                           |
| کارل ادوارد ساخائو     | ۱۹۳۰–۱۸۴۵م             | آلمان       | جغرافیای تاریخی شمال کشور سوریه-ترجمه کتاب «ماللهند» و «تاریخ اکتشافات عالم»             |
| ژول کروو               | ۱۸۸۹–۱۸۴۷م             | فرانسه      | جهانگرد آمریکای جنوبی-کتاب «سفرنامه غرب آمریکای جنوبی»                                   |
| هرمان فون ویسمان       | ۱۹۰۵–۱۸۵۳م             | آلمان       | کاشف لانگنبورگ و دریاچه نیاسا                                                            |
| گای لسترنج             | ۱۹۳۳–۱۸۵۴م             | انگلیس      | کتاب «جغرافیای سرزمین‌های خلافت شرقی» و «بین‌النهرین و ایران در زمان استیلای مغول»         |
| گلازر                  | ۱۹۲۴–۱۸۵۵م             | اتریش       | محقق تاریخ و جفرافیای کشورهای عربی                                                       |
| رابرت ادوین پیری       | ۱۹۲۰–۱۸۵۶م             | آمریکا      | کاشف قطب شمال                                                                            |
| فری تیوف نانسن         | ۱۹۳۰–۱۸۶۱م             | نروژ        | کاشف جزیره گرینلند و دریای شمال                                                          |
| مارک اورال استاین      | ۱۹۴۳–۱۸۶۲م             | انگلیس      | جهانگرد آسیا-کتاب «درون آسیا و دشت ختا»                                                  |
| سون اندرسون هدین       | ۱۹۵۲–۱۸۶۵م             | سوئد        | جهانگرد و کاشف آسیا-کتاب «از میان بیابان‌های آسیا» و «از میان صحراهای چین»                |
| پاول شوارتس            | ۱۹۳۹–۱۸۶۷م             | آلمان       | متخصص در جغرافیای ایران در قرون وسطی                                                     |
| سرپرسی سایکس           | ۱۹۴۵–۱۸۶۷م             | انگلیس      | کتاب «تاریخ اکتشافات عالم»                                                               |
| رابرت فالکون اسکات     | ۱۹۱۲–۱۸۶۸م             | انگلیس      | کاشف نقطه ریاضی قطب جنوب                                                                 |
| بارتولد                | ۱۹۳۰–۱۸۶۹م             | انگلیس      | کتاب «جغرافیای تاریخی ایران» و «ترکستان در حمله مغول»                                    |
| کارلو آلفونسو نالینو   | ۱۹۳۸–۱۸۷۲م             | ایتالیا     | متخصص جغرافیای کشورهای عربی-کتاب «جغرافیا. علم نجوم و احکام آن»                          |
| ارنست شکلتون           | ۱۹۲۲–۱۸۷۴م             | انگلیس      | کاشف قطب مغناطیسی زمین                                                                   |
| یاسنت لویی رابینو      | ۱۹۵۰–۱۸۷۷م             | انگلیس      | کتاب «تاریخ و جغرافیای مصور گیلان» و «سفرنامه مازندران و گرگان»                          |
| شوی                    | ۱۹۲۵–۱۸۷۷م             | آلمان       | کتاب «وضع جغرافیای اسلامی در قرون وسطی»                                                  |
| آموندس                 | ۱۹۲۸–۱۸۷۸م             | نروژ        | کاشف قطب جنوب و راه مسافرتی شمال غربی بین اروپا و آمریکا                                 |
| راسموس کنود            | ۱۹۳۳–۱۸۷۹م             | دانمارک     | محقق دربارهٔ زندگی اسکیموها                                                               |
| کراچکوفسکی             | ۱۹۵۱–۱۸۸۳م             | روسیه       | کتاب «جغرافیای اسلام «و «جغرافیای کشورهای اسلامی»                                        |
| قیلبی                  | ۱۹۶۰–۱۸۸۵م             | انگلیس      | کتاب «جغرافیای عربستان، یمن و مدین»                                                      |
| ریچارد برد             | ۱۹۵۷–۱۸۸۸م             | آمریکا      | کاشف قطب شمال                                                                            |
| لارنس لاکهارت          | ۱۹۷۶–۱۸۹۰م             | انگلیس      | کتاب «شهرهای نامی ایران»                                                                 |
| کرامرز                 | ۱۹۵۱–۱۸۹۱م             | هلند        | کتاب «گفتار مفصل درباره مصنفان عرب دربارهٔ جغرافیا» و انتشار «المسالک و الممالک» ابن حوقل |
| چلیو سکین              | قرن هجدهم              | روسیه       | کاشف دماغه چلیو سکین                                                                     |
| رژی بلاشر              | ۱۹۰۰م                  | فرانسه      | جغرافی‌دان متخصص در قرون وسطی                                                             |
| هاری هازارد            | ۱۹۱۸م                  | آمریکا      | کتاب «اطلس تاریخ اسلام»                                                                  |
| آلفونس گابریل          | قرن بیستم              | آلمان       | کتاب «مسافر ایران» و «تحقیقات جغرافیایی دربارهٔ ایران»                                    |